# Karanglo (Cilongok)
Karanglo is een bestuurslaag in het regentschap Banyumas van de provincie Midden-Java, Indonesië. Karanglo telt 3332 inwoners (volkstelling 2010).